# Christiansted

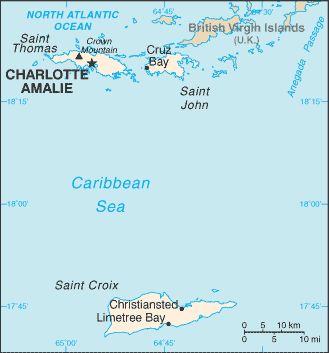
Christiansteds läge i Amerikanska Jungfruöarna.

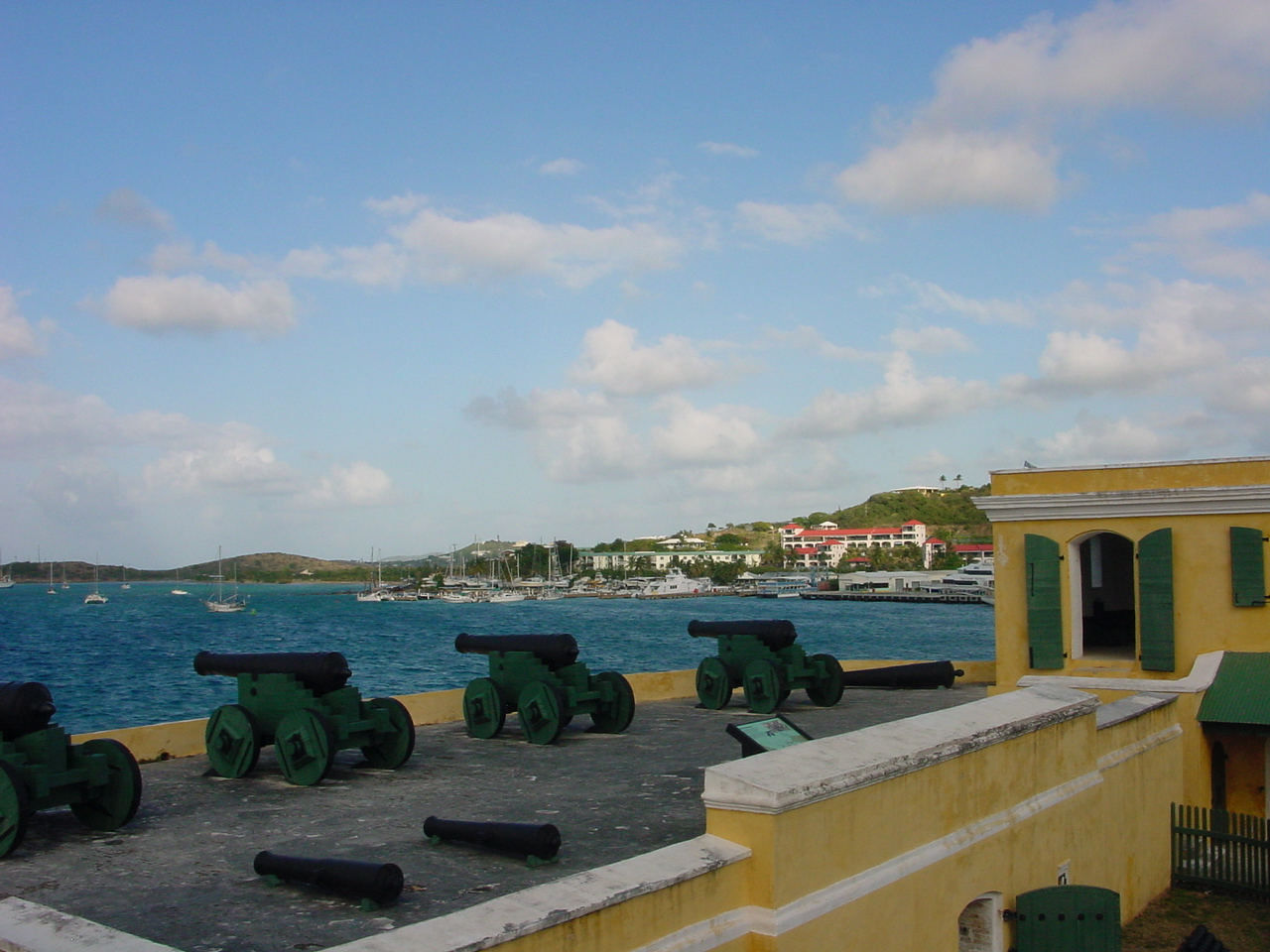
Vy från Fort Christiansværn.

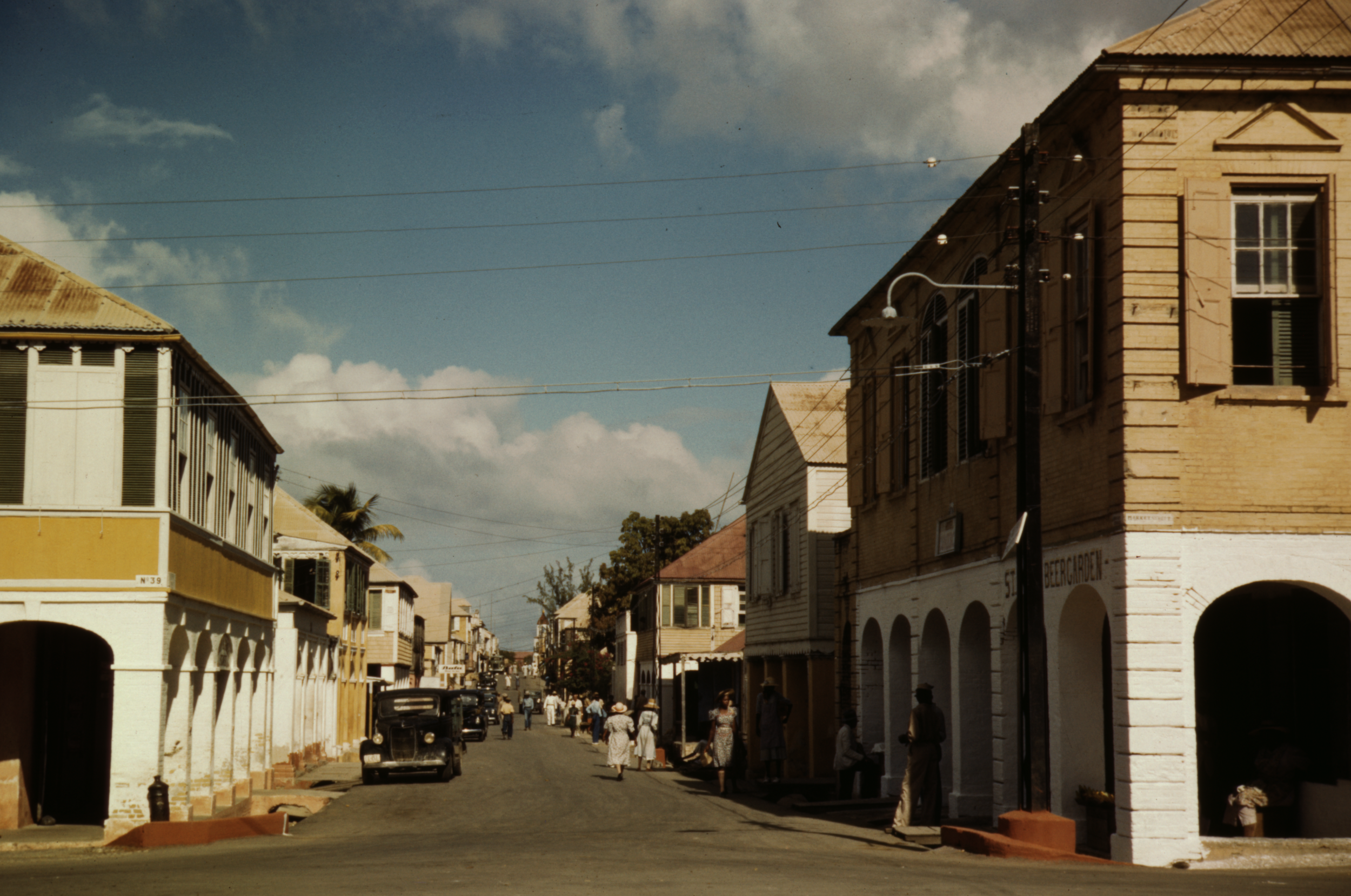
Company Street, Christiansteds viktigaste butiksgata, 1944.

Christiansted är huvudort på ön Saint Croix, en av Amerikanska Jungfruöarna i Västindien.

## Historia
Staden anlades av fransmän kring 1665 och kallades då "Bassin". Den blev dock senare förstörd.
År 1733 såldes ön Saint Croix av Compagnie des Indes Occidentales Françaises (Franska Västindiska kompaniet) till Det Vestindisk kompagni (Danska Västindiska Kompaniet) och Christiansted grundades den 1 september 1734. Staden döptes för att hedra kung Kristian VI av Danmark och stadsplanen konstruerades av dåvarande guvernören Frederik Moth.
Åren 1754 till 1871 var Christiansted huvudstad i kolonin Danska Västindien.
1765 bodde den blivande amerikanske statsmannen Alexander Hamilton som barn med sin familj i staden.
Staden och ön såldes av Danmark till USA för 25 miljoner dollar den 12 december 1916, men den formella överlämningsceremonin hölls först den 31 mars 1917.
1952 skapades parkområdet Christiansted National Historic Site efter påverkan av lokalbefolkningen och som omfattar större delen av Gamla staden vid hamnen. Parken förvaltas av den amerikanska parkförvaltningen "National Park Service".

## Staden
Christiansted är beläget kring viken Gallow Bay på öns nordöstra del. Det är en turiststad med välbevarade miljöer från den danska kolonialtiden. Staden har 2 433 invånare (2010).
Centrum utgörs av området kring hamnen och gatorna Company Street, King Street och Strand Street. Stadsplanen är symmetrisk och gatorna löper i räta vinklar mot hamnen. Där finns förutom en rad restauranger och shoppinggallerior även några historiska byggnader som "Danske Toldbod" byggd 1844, "Dansk Vestindisk Kompagnis lagerbygning" byggd 1749, "Klokketårnpaladset" (Steeple Building) byggd 1753, den gamla "Regeringsbygning" byggd 1830, "Scale House" byggd 1856 och fortet "Christiansværn" byggt 1734 och slutfört 1749.
Förutom förvaltningsbyggnader, sjukhus, postkontor och banker finns även ett museum i Steeple Building, "St. Croix Museum", som bland annat visar bruksföremål från öns historia.
Stadens hamn är ett populärt mål för såväl kryssningsfartyg som större och mindre fritidsbåtar. Exportvaror från Christiansted är framförallt klockor och rom.
Stadens flygplats Henry E. Rohlsen Airport (flygplatskod "STX") ligger på öns södra del cirka 10 kilometer sydväst om centrum.